# Kusma
Kusma (románul: Cușma) település Romániában, Erdélyben, Beszterce-Naszód megyében.

## Fekvése
Besztercétől keletre fekvő település.

## Története
Kusma nevét 1805-ben említette először oklevél Kuzsma néven.
1808-ban Kuszma ~ Kusma, Kusen, Kucsme, 1861-ben Kusma praedium néven Doboka vármegyéhez tartozott. 1913-ban mint Beszterce-Naszód vármegyéhez tartozó települést Kusma néven írták.
A trianoni békeszerződés előtt Beszterce-Naszód vármegye Jádi járásához tartozott.
1910-ben 672 lakosából 8 magyar, 94 német, 566 román volt. Ebből 76 evangélikus, 544 görögkeleti ortodox, 26 izraelita volt.